# ليزلي أندرسون (لاعب كرة قاعدة)
ليزلي أندرسون هو لاعب كرة قاعدة كوبي، ولد في 30 مارس 1982 في غونتانامو في كوبا.

## وصلات خارجية
- ليزلي أندرسون على موقع دوري كرة القاعدة الرئيسي (الإنجليزية)
- ليزلي أندرسون على موقع الدوري الياباني لكرة القاعدة (الإنجليزية)
- ليزلي أندرسون على موقعبيزبول رفرنس.كوم (الدوري الثانوي) (الإنجليزية)
- ليزلي أندرسون على موقع إي إس بي إن.كوم (أم.أل.بي) (الإنجليزية)
- ليزلي أندرسون على موقع مشجعي الرسوم البيانية (الإنجليزية)